# Mauro Schmid
Mauro Schmid (født 4. december 1999 i Bülach) er en cykelrytter fra Schweiz, der er på kontrakt hos Team Jayco AlUla.